# Lepidomicrosorium lineare
Lepidomicrosorium lineare là một loài thực vật có mạch trong họ Polypodiaceae. Loài này được Ching & P.S. Chiu miêu tả khoa học đầu tiên năm 1983.